# Feminisme gitano

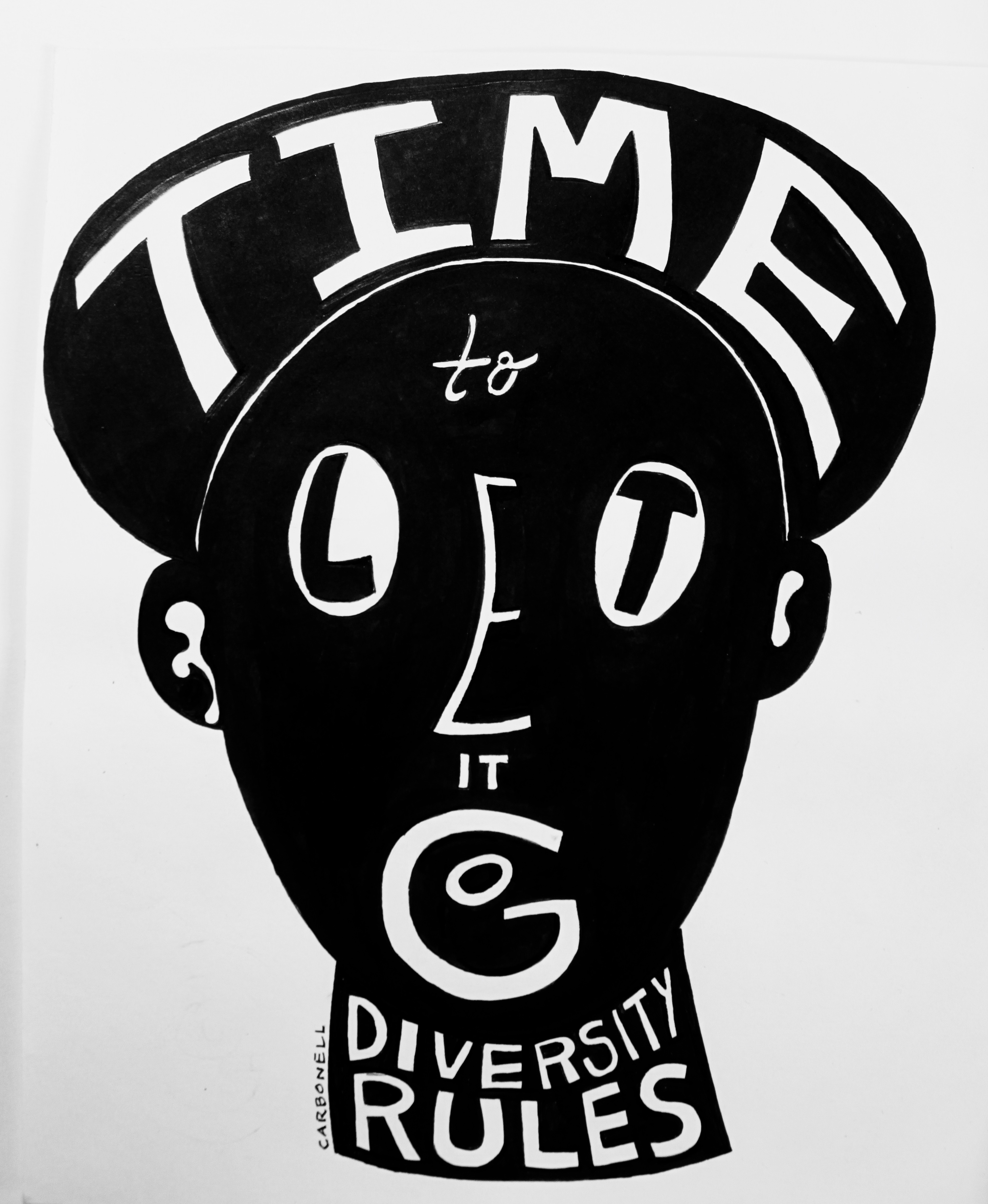
Time to let it go diversity rules.

El feminisme gitano o feminisme romaní fa referència al moviment feminista reivindicat per diferents cultures i societats, les quals cerquen una fi comuna basada en la igualtat de gènere, la lluita contra les desigualtats socials i la defensa de la integració de la dona en diferents àmbits en la societat.
| «                                        | Els reptes els tenim traçats des de fa dècades. Nosaltres som les hereues de les xafades que la història no ha pogut esborrar. Les nostres avantpassades ho han passat doble i triple malament perquè han intentat aniquilar la nostra cultura i elles han sigut les encarregades de protegir i conservar l'únic patrimoni que hem tingut: la nostra cultura. I el nostre repte no és solament conservar-la i acaronar-la sinó adaptar-la als temps actuals. La lluita la tenim al carrer perquè la nostra veu siga més forta. | » |
| — Beatriz Micaela Carrillo de los Reyes, | |   |

## Introducció
La cultura gitana o cultura romaní esmenta els estils de vida i les característiques del poble gitano. Al llarg del seva història, ha estat una ètnia menyspreada i perseguida per les diferents societats a causa de les seves creences i particularitats. Tot i això, és una de les ètnies més predominants arreu del món. Aquests, defenen la seva tradició, llengua, família i la cultura pròpies com a valuós patrimoni que els defineix. La seva ideologia és catòlica i es caracteritzen per ser supersticiosos; creuen en el poder de la bona sort, les malediccions, els rituals de curació i les reencarnacions. A més a més, es basen en la importància de la família, on els ancians i els més joves són persones clau per a l'evolució d'aquesta, tenint en compte el compliment de la llei gitana, sempre defensant la llibertat individual i la solidaritat entre els membres de la mateixa ètnia.
Tot i haver una finalitat compartida per a tots els feminismes, existeixen diferents besants depenent de la cultura de cada societat i les seves característiques, per exemple, el feminisme gitano es caracteritza per la superació de prejudicis i estereotips cap a la cultura i societat gitana, centrant-se en la figura de la dona romaní i en la lluita contra la opressió, el domini i la discriminació. Per això, cal destacar que no tots els feminismes es respecten de la mateixa manera i el feminisme gitano en concret, no ha estat un moviment amb molta visibilitat a diferència d'altres feminismes més destacats.

## Història del moviment feminista gitano
Es pot considerar que des del s.XV, la cultura gitana ha estat perseguida de tal manera que aquests han patit esclavitud, expulsió, i fins i tot, els han volgut eliminar com a ètnia. A més a més, al llarg de la Segona Guerra Mundial junt amb jueus, comunistes i persones homosexuals (entre d'altres), el col·lectiu gitano va ser vulnerat i perseguit per la ideologia nazi.
En èpoques anteriors al s.XXI, les dones gitanes vivien en un moment en què podien sortir al carrer sense haver d'anar acompanyades del seu home. A més a més, podien conduir i fumar, que per exemple eren uns drets que les dones catòliques no tenien. Aquests fets, atentaven contra el model tradicional que hi havia a l'Estat Espanyol.
L'inici del moviment feminista gitano va començar l'any 1990, quan va aparèixer la primera associació de dones gitanes feministes a Granada. Aquest fet, va ser un primer indicador de l'organització social de les dones i la corroboració de les seves habilitats per a participar en la Societat de la Informació. Des d'aquell moment, les associacions gitanes feministes, no han deixat d'augmentar en nombre, i han continuat lluitant per els seus objectius principals.
En la societat actual, el fet que aquesta estigui basada en un model patriarcal, fa que la visibilitat no hagi millorat respecte anys anteriors. A més a més, aquest model discrimina qualsevol tipus d'autonomia que pugui tenir la dona gitana en la pressa de decisions, com per exemple, el matrimoni, el qual ha de ser aprovat pels pares de la parella i molts d'aquests, són matrimonis de conveniència. L'edat en la que es sol contraure matrimoni és d'uns 11-14 anys aproximadament de la noia i uns 14-16 del noi.
A més a més, quan es parla de racisme modern deriva d'una perspectiva etnocentrista, el qual es basa en la idea de la existència de races superiors i inferiors. En canvi, el racisme postmodern parla des d'una perspectiva relativista centrada en la idea que existeixen cultures i ideologies diferents, però cap superior ni inferior a l'altre.
S'han distingit dos tipus de feminisme: el feminisme de la igualtat i el feminisme de la diferència:
El feminisme de la igualtat, contempla la igualtat entre sexes, i on van aconseguir aspectes com ara; l'accés al treball remunerat, a l'educació… Però això comportà conseqüències negatives, com ara la homogeneïtat, que prové del missatge de la igualtat que reivindica el feminisme: el qual va fer que aparegués una sola imatge de dona alliberada de la que moltes dones no s'identificaven.
D'aquesta manera, va aparèixer el feminisme de la diferència; deia que aquesta homogeneïtat, no apreciava les diferències entre les dones, com ara la seva ètnia. Per tant, reivindicaven les diferències com a valor per al moviment de les dones. Totes, sense tenir en compte el lloc del qual provenien, argumentaven sobre totes les situacions de desigualtat que havien estat provocades per la masculinitat. Però, en general, en la nostra societat, les dones estan a favor del feminisme dialògic.
Les dones gitanes han establert aquest diàleg entre elles i amb la resta de la societat, intentant promoure, d'aquesta forma, la transformació de les seves desigualtats i la troballa de solucions

### El feminisme dialògic
El feminisme dialògic es basa en el reconeixement de totes les dones, sense tenir en compte la ètnia ni qualsevol diferència, com a éssers transformadors i en el diàleg igualitari de temes que els preocupen i creen solucions per a aquests. Per exemple, a Catalunya existeixen organitzacions d'aquesta mena, com ara, FACEPA (Federació d'Associacions Culturals i Educatives de Persones Adultes).

## Ideologia gitana feminista
Les dones en la societat gitana, reben una triple discriminació; d'una banda, el gènere femení les porta a estar exposades a una gran discriminació i opressió, plenes d'estereotips. Per l'altra banda, se li afegeix la condició ètnica de ser gitanes, que això les fa ser més inferiors que al gènere contrari. A més a més, el poble gitano, sempre ha estat exposat a tota una sèrie de prejudicis (poble analfabet, tancat, amb molts fills...), per això aquest és un altre dels reptes a superar per les dones; trencar amb totes aquestes etiquetes negatives i crear una nova identitat que els defineixi.
Per acabar, el nivell socioeconòmic d'aquestes. Segons l'informe sobre "Minorías y Discriminación" redactat per l'Agencia de Derechos Fundamentales de la Unión Europea (FRA) les desigualtats en quant aquest aspecte, s'incrementen segons la ètnia cultural. D'aquesta manera, el poble gitano està en desavantatge respecte a altres persones.
| «                                                                                            | Les dones gitanes som molt conscients del paper que hem fet perquè el nostre poble camine, però ens costa fer-ho visible. I açò ens ha convertit en una veu muda (...) El fet de ser dona et situa en un pendent de discriminació i opressió per tot el que portem a l'esquena però, si a més li afiges la condició ètnica o qualsevol altra identitat, ja no és que estigues en un pendent, és que estàs a baix i l'única cosa que t'han deixat és passar pel forat de l'embut. | » |
| — Gitanas Feministas por la Diversidad, I Congres de Feminisme Romaní Europeu, Madrid (2017) | |   |

## Objectius
Un dels majors reptes del col·lectiu gitano és mantenir la tradició i la identitat gitana tot respectant la decisió i la llibertat de la dona. No obstant, al mateix temps pretenen adaptar-la als temps actuals i anar evolucionant acord amb la societat. Les dones gitanes pretenen construir un feminisme on es fomenta la inclusió i per dur a terme el significat de feminisme; la igualtat entre dones i homes. El feminisme gitano, parla de les dues parts, tant dones com homes, i que sense aquests últims, no es podria dur a terme aquest moviment. Aquest corrent feminista, busca la igualtat reclamant el dret a ser diferents.
Uns dels aspectes més defensats per aquest col·lectiu són l'habitatge, l'educació y la visibilitat de la dona. Encara que també hi ha molts d'altres, com ara la diversitat sexual, un tema encara molt tabú en la societat en que vivim, però d'una manera més exagerada en el poble gitano, a falta d'acceptació social i respecte per comprendre que cada persona té la seva pròpia identitat; la inclusió, la col·lectivitat, la virginitat i la maternitat... Però a poc a poc, les dones gitanes han anat integrant-se en la societat i han anat transformant la societat.
| «                                                                                            | Manifestem la nostra més profunda indignació i repulsa davant la situació de racisme institucional que patim les gitanes i gitanos del món: sotmeses a l'apartheid, la pobresa, la segregació, l'exclusió laboral i educativa, l'infrahabitatge i al barraquisme més degradant, a l'opressió d'una societat profundament racista i excloent que nega drets bàsics de ciutadania, que atempta d'una forma continuada, sistemàtica i estructural contra els nostres drets civils i socials com a ciutadanes europees (...) El nostre feminisme és un feminisme per l'emancipació de les dones i per l'emancipació del nostre poble, en el qual els homes participen activament. Ens enorgulleix comptar entre les nostres files amb gitanos feministes que comparteixen els nostres somnis, anhels i ens acompanyen en la lluita pels nostres drets. | » |
| — Gitanas Feministas por la Diversidad, I Congres de Feminisme Romaní Europeu, Madrid (2017) | |   |

### Les transformacions de les dones gitanes

#### Educació
Els nens i les nenes gitanos assistien a unes escoles explícites per a gitanos. En aquestes, hi ha un alt nivell de fracàs escolar donat per l'absentisme i l'abandonament (dada que ha millorat en les últimes dècades, encara que segueix sent notable), que augmenta en el gènere masculí. Per això, el que pretén el moviment feminista és que aquests tinguin el mateix dret que totes les altres persones i, d'aquesta manera, puguin accedir a una escola amb condicions.
Per tant, el que s'espera és que tots els infants puguin escolaritzar-se i puguin tenir accés als nivells alts de la formació universitària, igual que tots els altres ciutadans. Aquests espais servirien per donar visibilitat a les dones gitanes, ja que el fet d'estudiar, no les porta a oblidar el compromís que tenen amb el seu poble. A Catalunya, per exemple, trobem una xarxa de formació universitària (CampusRom) dedicada a aquest col·lectiu (sense excloure cap altra cultura) i que facilita la incorporació de persones adultes a la vida estudiantil.
En canvi, una vegada accedeixen al món laboral, trobem una forta desigualtat de gènere. Les dones, tenen menys oportunitats de tenir una feina estable i ben remunerada.

#### Habitatge, Maternitat i Família
Les relacions de poder han anat millorant amb el temps. En totes les cultures, les relacions entre els homes i les dones s'han anat democratitzant, i les relacions de poder s'han anat desvalorant. En la ètnia gitana, les relacions entre els dos sexes són molt dialogades en l'actualitat.
La maternitat és la que més desigualtats ha portat, ja que les dones no tenien elecció a ser mares o no, i a més a més, eren elles les encarregades dels fills/es. En la seva cultura, ser mares és un aspecte molt important, però això no ha de suposar un impediment en el desenvolupament dels seus projectes i objectius. I és això el que reivindiquen, que la maternitat sigui voluntària.
Amb relació a la família, i en diferència al feminisme hegemònic, per a la població gitana la seva família és un dels pilars fonamentals i més importants de la seva ideologia. Per això, les persones gitanes tenen en compte els/les seus/seves fills/es i la resta de familiars per prendre decisions i compartir, junts, il·lusions i preocupacions. No obstant, encara que respecten aquestes costums i tradicions, hi ha aspectes que algunes dones gitanes no comparteixen, com per exemple, la virginitat, que parla del ritual destacat en la cultura gitana basat en la comprovació de la virginitat de les dones el dia del seu matrimoni. Per tant, és una de les qüestions que el feminisme gitano vol modificar.

#### Visibilitat de les dones
Un altre aspecte important, és l'aparició de les dones en el món públic. Les dones cada vegada tenen més importància en les presses de decisions en el món social, ocupen el lideratge i també la investigació. A més a més, participen amb dones d'altres ètnies, en un diàleg intercultural, per així buscar la convivència social.

#### La igualtat i la defensa de la cultura gitana
Les dones gitanes reivindiquen la igualtat entre sexes, però sempre tenint en compte la seva cultura i història. Aquestes no sols fan una lluita en sentit feminista, sinó que també demanen respecte i estima cap al seu poble i els seus habitants.

## Feministes gitanes destacades
- Beatriz Micaela Carrillo de los Reyes: líder representant de la comunitat gitana d'Espanya al Ministeri de Sanitat, Serveis Socials i Igualtat.[14]
- Pilar Claveria, La Rona: Primera dona presidenta de l'Associació de Promoció Gitana de Saragossa. Avui en dia, és la presidenta de la Federació d'associacions Gitanes d'Aragó (FAGA) i també forma part de la Federació d'Associacions de dones gitanes Kamira.[11] Aquesta dona gitana, va escriure un llibre anomenat, ¡Estoy aquí![15]
- Alexandra da Fonseca, presidenta de la Asociación Gitana Feminista Arakerando[16]
- Jenifer Escobedo, transsexual gitana. Ha lluitat contra els prejudicis de la seva gent i ha aconseguit el seu objectiu, ser una model.[17]

## Filmografia
- La Chana (2016). Biografia d'Antonia Santiago Amador. Director i guionista: Lucija Stojevic. Fitxa a IMDB. Accessible en xarxa a TV3 a la carta.
- La dona del segle (2018). Directora: Sílvia Quer. Guió: Margarita Melgar, Ana Sanz Magallón. Fitxa a IMDB. Accessible en xarxa a TV3 a la carta.